# João Leite (piłkarz)
João Leite, właśc. João Leite da Silva Neto (ur. 13 października 1955 w Belo Horizonte) – brazylijski piłkarz, występujący podczas kariery na pozycji bramkarza.

## Kariera klubowa
João Leite karierę piłkarską rozpoczął w klubie Clube Atlético Mineiro w 1976 roku. W Atlético Mineiro występował przez kolejne 13 lat. W Atlético Mineiro 23 października 1977 w wygranym 3-0 meczu z Santosem FC João Leite zadebiutował w lidze brazylijskiej. Z Atlético Mineiro dwukrotnie zdobył wicemistrzostwo Brazylii w 1977 i 1980 oraz dziesięciokrotnie mistrzostwo stanu Minas Gerais – Campeonato Mineiro w 1976, 1978, 1979, 1980, 1981, 1982, 1983, 1985, 1986 i 1988 roku.
W 1988 roku João Leite wyjechał do Portugalii do Vitórii Guimarães. Po roku powrócił do Brazylii i został zawodnikiem Guarani FC. W 1990 roku był zawodnikiem Américe Belo Horizonte, po czym powrócił do Atlético Mineiro, w którym zakończył karierę w 1992 roku. Z Atlético Mineiro zdobył jedenaste w swojej karierze mistrzostwo Minas Gerais oraz Copa CONMEBOL 1992. W Atlético Mineiro 31 maja 1992 w zremisowanym 0-0 meczu z Paysandu SC João Leite po raz ostatni wystąpił w lidze. Ogółem w latach 1977–1992 w lidze brazylijskiej wystąpił w 182 meczach. Ogółem w Atlético Mineiro rozegrał 684 spotkania.

## Kariera reprezentacyjna
W 1979 roku João Leite był w kadrze Brazylii na Copa América 1979, na którym Brazylia zajęła trzecie miejsce. Na tym turnieju był rezerwowym i nie wystąpił w żadnym meczu. João Leite w reprezentacji Brazylii zadebiutował 21 grudnia 1980 w wygranym 2-0 towarzyskim meczu z reprezentacją Szwajcarii. Ostatni raz w reprezentacji João Leite wystąpił 1 lutego 1981 w zremisowanym 1-1 meczu z reprezentacją Kolumbii (w 1989 roku wystąpił pożegnalnym meczu Zico, w którym Brazylia grała z Resztą Świata).
| Mecze i gole w reprezentacji | Mecze i gole w reprezentacji | Mecze i gole w reprezentacji | Mecze i gole w reprezentacji | Mecze i gole w reprezentacji | Mecze i gole w reprezentacji | Mecze i gole w reprezentacji |
| #                            | Data                         | Miasto                       | Przeciwnik                   | Gol                          | Wynik                        | Rozgrywki                    |
| ---------------------------- | ---------------------------- | ---------------------------- | ---------------------------- | ---------------------------- | ---------------------------- | ---------------------------- |
| 1.                           | 21.12.1980                   | Cuiabá                       | Szwajcaria                   |                              | 2:0                          | towarzyski                   |
| 2.                           | 04.01.1981                   | Montevideo                   | Argentyna                    |                              | 1:1                          | Mundialito                   |
| 3.                           | 07.01.1981                   | Montevideo                   | RFN                          |                              | 4:1                          | Mundialito                   |
| 4.                           | 10.01.1981                   | Montevideo                   | Urugwaj                      |                              | 1:2                          | Mundialito                   |
| 5.                           | 01.02.1981                   | Bogota                       | Kolumbia                     |                              | 1:1                          | towarzyski                   |
| N1.                          | 27.04.1989                   | Udine                        | Reszta Świata                |                              | 1:2                          | towarzyski                   |